# Cristache Rădulescu
Cristache Rǎdulescu (n. 30 aprilie 1956, Cegani, Bordușani, județul Ialomița) este un om politic român, fost președinte al consiliului județean Ilfov, fost senator de Ilfov (2004-2008) din partea PD-L. Cristache Rădulescu a demisionat din Senat pe data de 30 iunie 2008 iar pe data de 26 august 2008, Cristache Rădulescu a fost înlocuit de senatorul Viorel Aurelian Moldoveanu. În cadrul activității sale parlamentare, Cristache Rădoi a fost membru în grupurile parlamentare de prietenie cu Republica Italiană, Republica Macedonia și Australia. Cristache Rădoi a fost membru în următoarele comisii parlamentare:
Comisii permanente 
- Comisia pentru privatizare și administrarea activelor statului (până în feb. 2007)
- Comisia pentru apărare, ordine publică și siguranță națională (până în feb. 2007)

Comisii permanente comune 
- Comisia comună permanentă a Camerei Deputaților și Senatului pentru exercitarea controlului parlamentar asupra activității SRI

Comisii speciale comune 
- Comisia parlamentară specială referitoare la repartizarea și monitorizarea timpilor de antenă în vederea campaniei vizând referendumul național privind introducerea votului uninominal pentru alegerea membrilor Parlamentului României

Comisii de anchetă 
- Comisia de anchetă având drept scop investigarea condițiilor de legalitate și de oportunitate privind construirea imobilului «Cathedral Plaza» în imediata apropiere a Catedralei Romano-Catolice «Sfântul Iosif» din București, precum și a proiectelor de construire și de sistematizare care afectează zonele istorice din municipiul București - Vicepreședinte
- Comisia de anchetă pentru investigarea afirmațiilor cu privire la existența unor centre de detenție ale CIA sau a unor zboruri ale avioanelor închiriate de CIA pe teritoriul României

Comisii de anchetă comune 
- Comisia comună parlamentară de anchetă care să verifice informațiile furnizate cu privire la interceptarea comunicațiilor

## Date biografice
Cristache Rădulescu s-a născut în 1956 în comuna Bordușani, satul Cegani, aflat pe malul brațului Borcea al Dunării.  Părinții săi au ținut ca toți copiii să facă școală.
Cristache Rădulescu a absolvit Liceul Teoretic din Fetești și apoi Facultatea de Medicină Veterinară din București; a făcut studii de doctorat în medicină veterinară, în specialitatea Siguranța Alimentelor.
După terminarea studiilor, și-a exercitat profesia timp de 21 de ani în Ilfov, în timpul stagiaturii că medic de fermă, iar apoi ca Inspector de Stat în controlul alimentelor, în cadrul Direcției Sanitar Veterinare a Județului Ilfov.
Nu a fost membru al Partidului Comunist Român. 
După 9 ani, a decis să se implice în politică, fiind convins că lucrurile nu se vor schimba dacă lumea stă și critică de pe margine. A crezut atunci că A.P.R. reprezentă o alternativă pentru România acelor ani și, în 1998, s-a înscris pentru prima oară într-un partid.
A fost ales Președinte al Organizației Județene APR Ilfov și a reușit, împreună cu colegii săi de atunci, un rezultat foarte bun în alegerile locale din 2000, când a fost ales consilier în cadrul Consiliului Județean Ilfov. 
Istoria APR a fost scurtă, iar desființarea partidului a împărțit membrii organizației. 
A ales să-și continuie activitatea politică în partidul cel mai dinamic, condus pe atunci de Traian Băsescu, Partidul Democrat, care trecuse de puțin timp în opoziție și nu avea un procentaj bun în sondaje, dar care îi inspirase încredere. 
Din 2001 este membru PD iar în 2005 a fost ales Președinte al Organizației Județene Ilfov. 
În anul 2004 a fost reales consilier județean pe listele PD, iar la alegerile generale din același an a candidat și a fost ales senator de Ilfov în legislatura 2004 - 2008.